# Giovanni Soranzo (Bankier)
Giovanni Soranzo di Vettore (* 1408 in Venedig; † 31. Mai 1468 ebenda) war ab 1456 ein venezianischer Bankier. Als junger Mann 1433 in eine Verschwörung verwickelt, gründete er in diesem Jahr auf Rialto eine neue Soranzo-Bank nach dem Bankrott des unter dem Namen Soranzo dal Banco bekannten älteren Finanzhauses. Er führte die Bank, die unter seinen Nachkommen 1491 liquidiert wurde, bis zu seinem Tod. Dabei hatte ein solcher Banco de Scripta, wie Soranzo sein Haus selbst bezeichnete, nicht nur reine Notarsfunktion, indem sie Kontobewegungen beglaubigte, denn die Kunden mussten eine Kaution hinterlegen. Damit standen derlei Banken große Vermögen zur Verfügung, was erhebliche Risiken barg.
Giovanni Soranzo di Vettore (der Sohn des Vettore also) ist nicht zu verwechseln mit Giovanni di Cristoforo Soranzo, dem Sohn des Cristoforo. Er und sein Bruder Benedetto waren nach dem Bankrott ihrer gemeinsamen Bank 1455 aus Venedig geflohen. Dieser Verwandte tauchte jedenfalls erst drei Jahre später wieder in Venedig auf.

## Leben

### Familie
Die Soranzo waren ein weitverzweigter Clan, wie er typisch für Venedig war. Diese Zweige waren oftmals politisch und wirtschaftlich stark miteinander verflochten.
Bianca de’ Bugni, die Ehefrau Vettores und Mutter Giovannis, war eine Tochter des Pino und Nichte des aus Cremona eingewanderten Giovanni de’ Bugni. Dieser war laut dem estimo von 1379, einer Art Kataster nebst Einkünften, der vermögendste Nichtadlige der Finanzmetropole. Als Giovanni volljährig wurde, also im Jahr 1426, war sein Vater Vettore bereits gestorben. Gemeinsam mit seinem älteren Bruder Pietro wurde Giovanni zur obligatorischen Volljährigkeitsprüfung und damit zur Balla d’oro vorgestellt. Wenn sie im Rahmen dieses jährlich am 4. Dezember veranstalteten Zeremoniells – einer Art Lotterie, bei der jeder Fünfte der zuvor auf ihre Herkunft geprüften Kandidaten gewann, wobei der Doge selbst die Namen verlas –, wenn sie also dort zugelassen wurden, erhielten sie mit dem 20. Geburtstag Zugang zum Großen Rat.

### Verwicklung in eine Verschwörung, Entfernung aus dem Großen Rat (1433)
Giovanni wurde, wie es der Chronist Antonio Morosini ausdrückt, in seiner Jugend in „una seta bruta e dexonesta“ verwickelt, in eine schmutzige und unehrenhafte Angelegenheit. Darin hatten sich 25 junge Adlige ein System ersonnen, um sich vom Großen Rat in für sie interessante Ämter wählen zu lassen.
Der Rat der Zehn, zuständig für Verschwörungen seit seiner Gründung im Jahr 1310, erfuhr im Januar 1433 von diesem Plan. Dieser wurde als so gravierend eingeschätzt, dass eine Zonta hinzugezogen wurde, ein Sondergremium, und ein collegio per la tortura – das für die Anwendung der gegebenenfalls für notwendig erachteten Folter zuständig sein sollte. Die fünf Hauptverantwortlichen für die Verschwörung erhielten harte Urteile. Einer wurde lebenslang aus Venedig verbannt, die anderen für vier oder fünf Jahre. Sie durften zudem nach ihrer Rückkehr nie wieder öffentliche Ämter antreten. Die übrigen zwanzig, darunter Giovanni di Vettore Soranzo, wurden auf ein Jahr verbannt und danach zehn Jahre von den besagten Ämtern ausgeschlossen. 1436 wurde diese Frist von zehn auf sechs Jahre verkürzt. Dennoch blieb den Männern der Zugang zu den wichtigen Staatspositionen auch danach erschwert.

### Bankgründung und -leitung (1456–1468), Verhaftung und hohe Geldbuße (1460)
Die neu gegründete Bank sollte vor allem die Schwebende Schuld Venedigs mit anderen Banken gemeinsam verwalten. Diese schwebende Schuld bestand darin, dass in Notlagen Staatsanleihen gegen Zinsen angeboten wurden, die jedoch immer weniger zurückgezahlt werden konnten. Auch waren viele Anleihen keineswegs freiwillige Beiträge zur Staatsfinanzierung, sondern Zwangsanleihen. Durch die Gründung der Bank erhielt Soranzo Zugang zum komplexen System der venezianischen Staatsfinanzierung, hatte demzufolge auch engen Kontakt zu den Camerlenghi, dem Salzamt, dem Getreideamt und zu den Prokuratoren von San Marco. Dies ging so weit, dass seine Funktion für die Staatsfinanzen unverzichtbar wurde. Seine Söhne setzten diese Tätigkeit, „moti charitate patrie“, also aus Patriotismus fort, und zwar ausdrücklich nach dem Vorbild ihres Vaters.

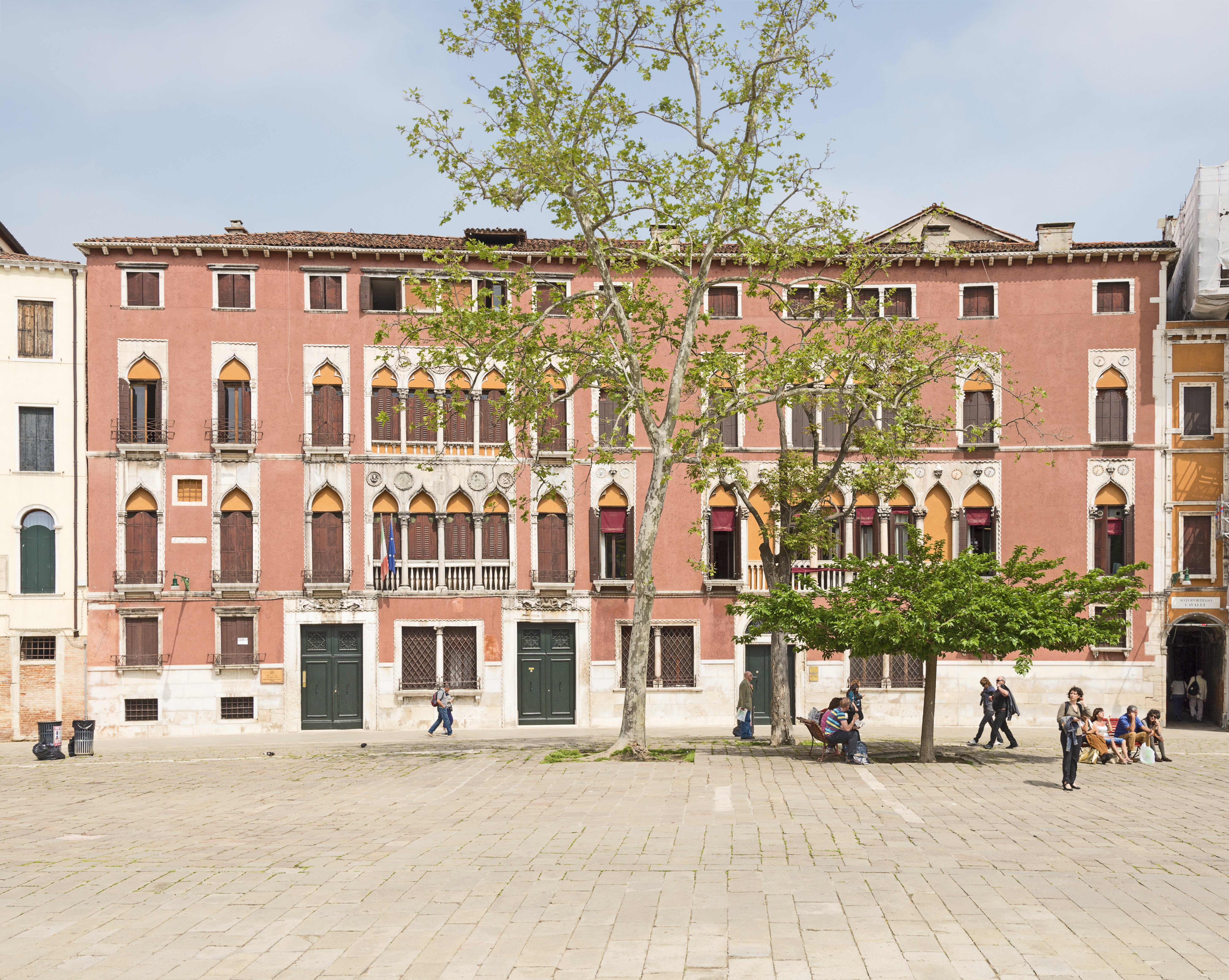
Der Familienpalast an der Nordseite des Campo San Polo; der linke Flügel ist der ältere Bauteil

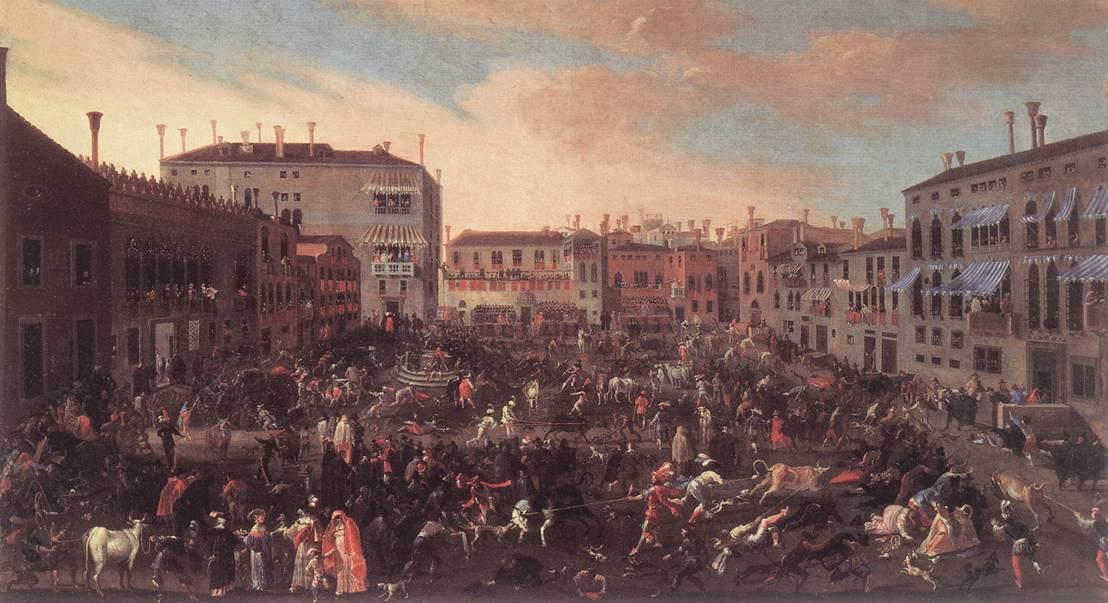
Bullenhatz auf dem Campo San Polo, Joseph Heintz der Jüngere (1600–1678), Öl auf Leinwand, 1646

Neben dem Palazzo de’ Bugni am Campo San Polo besaß Giovanni „a Banco“ ein von seiner Mutter ererbtes fundum im Gebiet von Cremona. Dorthin wollte er den fructus seiner Tätigkeit verbringen. Am 4. Oktober 1456 schrieb der Doge Francesco Foscari an den Markgrafen Ludovico Gonzaga, mit der Bitte, Giovanni mit den Erträgen seiner Cremoneser Güter ohne Entrichtung der entsprechenden Abgaben passieren zu lassen.
Als Bankier verlegte sich Giovanni auf die Kreditvergabe gegen Pfand (pegno). Damit stand er in Konkurrenz zu den Juden von Mestre, deren maximale Kredithöhe allerdings auf 10 Dukaten pro pegno festgelegt war. Giovanni versuchte 1460 gemeinsam mit zwei Händlern aus Lucca dem König von Sizilien einen Kredit über 30.000 Dukaten anzubieten. Als Pfand nahm er ein wertvolles Halsband entgegen. Mittels eines fiktiven Vertrages sollte die Hälfte des Geldes durch Giovanni zur Verfügung gestellt werden. Agenten des Königs hätten die Rückgabe des Schmuckstücks gegen 35.000 Dukaten reklamieren können – binnen 16 Monaten.
Doch ein solches Geschäft war nicht nur privaten Charakters, sondern auch in hohem Maße von politischer Bedeutung. Die venezianischen Autoritäten intervenierten. Die drei Männer wurden auf Anweisung des Senats Anfang Juni in Haft genommen. Giovanni erschien freiwillig, doch ersuchte er darum, wegen seines fortgeschrittenen Alters im Turm des Gefängnisses einsitzen zu dürfen. Dieses Privileg wurde ihm eingeräumt. Die Avogadori, eine Art öffentlicher Ankläger, brachten das Verfahren vor den Senat. Der fiktive Vertrag wurde annulliert, das Pfand bei den Prokuratoren von San Marco deponiert. Die drei Männer wurden zu einem Bußgeld von 1.600 Dukaten verurteilt, die Hälfte davon entfiel auf den Bankier. Die Summe ging an die Provveditori alle Biave, eine Institution, die vor allem für die Versorgung mit Getreide, ganz überwiegend Weizen, und die Finanzierung der entsprechenden Käufe und Verkäufe sowie Lagerung und Verkauf verantwortlich war, die aber seit geraumer Zeit Züge einer Staats- und Depositenbank angenommen hatte.

### Testament und Tod (1468)
Im Mai 1468, als Giovanni sein Testament aufsetzte, ahnte er wohl, dass mit seinem Bankhaus gravierende Probleme auftreten würden. Vorsichtshalber benannte er – eine extrem seltene Ausnahme – zu seinen Testamentsvollstreckern vier Prokuratoren von S. Marco, darunter den zukünftigen Dogen Niccolò Tron und Nicolò di Giovanni Soranzo (der einem entfernten Familienzweig angehörte), sowie die drei procuratori de citra. Sie sollten nicht ex offitio – was ihnen untersagt war –, sondern als Ratgeber auftreten. Unter den Vollstreckern wiederum war seine Frau Lucia Paruta und ihre vier Söhne Pietro, Francesco, Benedetto und, falls er schon 18 Jahre bei Eintritt des Erfalls sein sollte, Vettore sein, der erst 1454 zur Welt gekommen war. Hinzu kam noch Vettore di Nicolò di Gabriele, Cousin des Benedetto del banco vecchio – auch hier wieder zeigt sich die enge Beziehung zu den Inhabern des bankrotten Bankhauses Soranzo.
Die Beauftragten sollten den Rat des Dogen Cristoforo Moro einholen, vor allem aber sollte dieser entscheiden, ob seine Söhne „banchum de scripta“ fortführen durften oder nicht – was auf eine Liquidation hinausgelaufen wäre. Giovanni starb am 31. Mai 1468, nur drei Tage nachdem das Testament aufgesetzt worden war. Die Testamentsvollstrecker mussten Schulden begleichen und darüber entscheiden, in welcher Form und an wen die jährlich zu verteilenden Almosen im Umfang von 1000 Dukaten zu verteilen waren.
Die erste Entscheidung lautete, dass das Haus von den Söhnen fortgeführt werden durfte. Damit entstanden wichtige Fragen im Zusammenhang mit dem Testamentsvollstrecker Vettore di Nicolò Soranzo und seinen sieben Söhnen. Die Beziehungen zwischen den beiden Zweigen der Familie waren auch wirtschaftlich überaus eng, so dass man in die Nähe der bankrottgegangenen Soranzobank geriet. Schon die Neugründung der Bank hatte wohl der Ehrenrettung des großen Clans dienen sollen. Die Geschäftsbeziehungen liefen mitunter über bloße Geschenke.

## Fortführung der Bank, in inneren Machtkreisen, Liquidation (1491)
Leiter der Bank wurde der älteste Sohn Giovannis, Pietro. Dieser wurde durch den Wunschkandidaten des Vaters, Vettore, bei Erreichen seiner Volljährigkeit abgelöst. Pietro heiratete 1467 Clara, Tochter des Francesco Michiel und der Paola dal Verme, die in die Ehe erheblichen Grund im Veronese einbrachte. Der Zweitgeborene Francesco heiratete die Nichte des Dogen Francesco Foscari. Der dritte Sohn, Benedetto, wurde mit Pietros Hilfe Erzbischof von Nikosia.

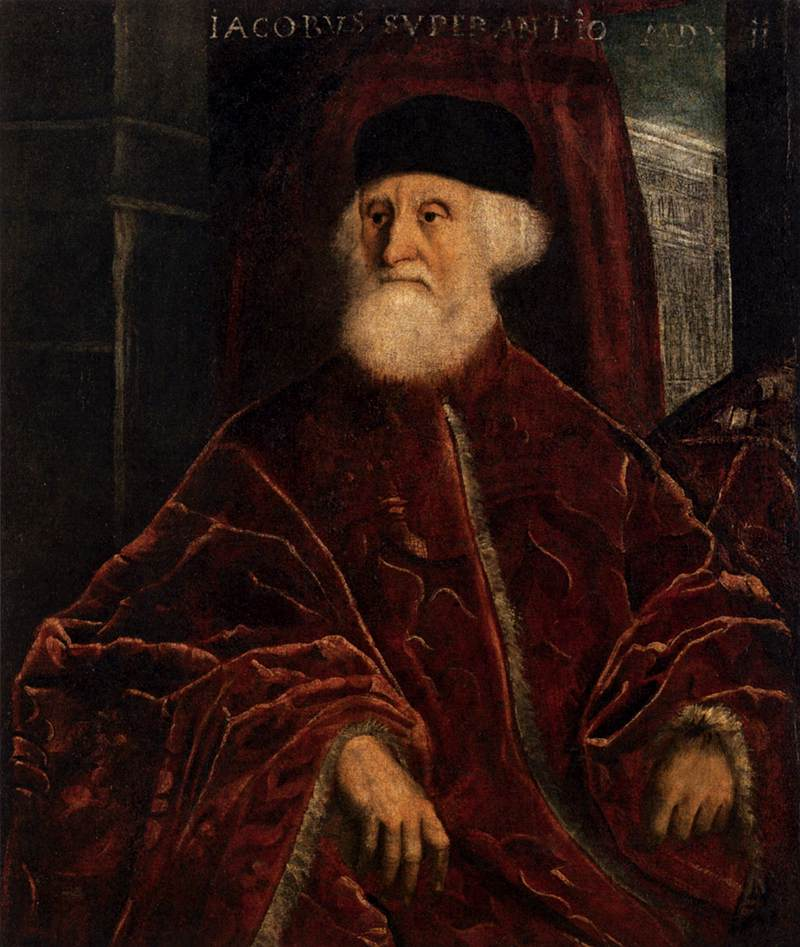
Jacopo Tintoretto: Porträt des Procuratore di San Marco Jacopo Soranzo, Sohn des Francesco Soranzo dal Banco, um 1550, Öl auf Leinwand, 106 mal 90 cm, Gallerie dell’Accademia

Wohl um 1477 wurde die Geschäftslage schwierig, wie Pietro 1485 an Benedetto schrieb. Benedetto sollte nach Venedig zurückkehren, da sich die Aufspaltung des Familienvermögens nicht vermeiden ließe. Am 21. April 1491 wurde das Bankhaus liquidiert. Damit entgingen die Soranzo aber auch der schwersten Bankenkrise Venedigs, der Panik der Jahre 1499 bis 1500. Im Gegenteil konnte sich Jacopo, Sohn des Francesco Soranzo dal Banco, den Titel eines Prokuratoren von San Marco im Jahr 1522 leisten.
Wegen des Verbots von 1433 blieb Vettore di Giovanni ohne öffentliches Amt, doch gelang den Familienangehörigen der Aufstieg in die höchsten Kreise – etwa durch Heiraten –, wo ihnen die Corner über die weibliche Linie verwandt waren. Diese Verbindung bestand seit Gabriele Soranzo, dem Gründer der ersten Bank, mit Francesco Corner, dem Sohn des Dogen Marco Corner. Francesco heiratete Cristina di Remigio Soranzo und wurde Großvater der Fiordelisa d’Andrea Corner.
Die beiden Soranzozweige unterhielten spätestens seit 1428 auch enge Beziehung zu den Gonzaga von Mantua.